# Ad vitam
Ad vitam és una pel·lícula francobelga dirigida per Rodolphe Lauga i estrenada l'any 2025 a Netflix. S'ha subtitulat al català.

## Sinopsi
En Franck Lazareff, antic membre del Groupe d'intervention de la Gendarmerie nationale (GIGN), viu ara amb la seva dona Leo i es prepara per ser pare. És llavors quan una organització criminal vinculada als seus anys al GIGN irromp a casa seva i segresta la jove. A canvi de la vida de la seva dona, en Franck haurà d'obeir les ordres del petit grup. Ajudat pel seu amic Ben, només té quatre hores per actuar.

## Distribució
- Guillaume Canet: Franck Lazareff
- Stéphane Caillard: Leo
- Nassim Lyes: Ben
- Zita Hanrot: Manon
- Johan Heldenbergh: Vanaken
- Alexis Manenti: Nico
- Étienne Guillou-Kervern: Stanislas Lacaze
- Maurice Chan: un policia científic

## Producció
El 2016, mentre filmava la pel·lícula The Siege of Jadotville (en la qual va interpretar Roger Faulques), Guillaume Canet es va formar amb antics membres del GIGN, entre ells Thibault Lévêque. Aquest últim li va explicar la seva història i en part s'hi va inspirar en el guió. Llavors, Canet va coescriure el guió amb Rodolphe Lauga, amb qui ja havia coescrit Coses de l'edat (2017) i amb qui havia sigut operador de càmera a Petites mentides sense importància (2010) i Blood Ties (2013). David Corona, antic negociador del GIGN, també va participar en l'escriptura del guió.
El rodatge va tenir lloc a París l'abril de 2024 i va acabar el juny següent.